# Вакабаяси, Акико
Акико Вакабаяси (яп. 若林映子; род. 13 декабря 1939, Ота, Токио) — японская киноактриса.

## Биография
Акико родилась 26 августа 1941 года в Токио. Начала сниматься в возрасте 17 лет, и за 13 лет своей кинокарьеры приняла участие в 31 фильме (в основном — производства Toho), большинство из которых практически неизвестны зрителям за пределами Японии. После 1971 года не снималась, ссылаясь на травму, полученную в ходе съёмок.

### «Живёшь только дважды»
В 1966 году Акико получила предложение сняться в пятом фильме о Джеймсе Бонде — «Живёшь только дважды». Ей была предложена небольшая роль Кисси Судзуки (англ. Kissy Suzuki), а её коллеге, Миэ Хаме (англ. Mie Hama), роль девушки Бонда, Суки. Однако в процессе репетиций выяснилось, что Хаме плохо даётся английский, и поэтому девушки «поменялись ролями». После этого Акико попросила заменить имя своей героини с Суки на Аки.

## Избранная фильмография
- 1962 — Кинг-Конг против Годзиллы / King Kong vs. Godzilla — Тамиэ
- 1964 — Космический монстр Догора / англ. Dogora — Хамако
- 1964 — Гидора, трёхголовый монстр / Ghidorah, the Three-Headed Monster — Мас Селина Сално, принцесса Сергины
- 1966 — Что случилось, тигровая лилия? / What's Up, Tiger Lily? — Суки Яки, красавица-соблазнительница
- 1967 — Живёшь только дважды / You Only Live Twice — Аки, девушка Джеймса Бонда[2]